# سیارک ۲۳۷۴۷
سیارک ۲۳۷۴۷ (به انگلیسی: 23747 Rahaelgupta، نامگذاری:1998KW25) بیست و سه هزار و هفتصد و چهل و هفتمین سیارک کشف شده‌است که در ۲۲ مه ۱۹۹۸ کشف شد.
قدر مطلق سیارک برابر ۱۱.۲ است.